# Harry Atkinson
Harry Albert Atkinson (1831-1892) va ser el dècim Primer Ministre de Nova Zelanda en 4 ocasions durant el segle xix.